# Plumaugat
Plumaugat (bret. Pluvaelgad) – miejscowość i gmina we Francji, w regionie Bretania, w departamencie Côtes-d’Armor.
Według danych na rok 1990 gminę zamieszkiwało 1126 osób, a gęstość zaludnienia wynosiła 28 osób/km² (wśród 1269 gmin Bretanii Plumaugat plasuje się na 530. miejscu pod względem liczby ludności, natomiast pod względem powierzchni na miejscu 144.).